# Puntalón
Puntalón, también conocida como El Puntalón o Pueblo Nuevo, es una localidad y pedanía española perteneciente al municipio de Motril, en la provincia de Granada, comunidad autónoma de Andalucía. Está situada en la parte central de la comarca de la Costa Granadina. Cerca de esta localidad se encuentran los núcleos de Las Ventillas, El Varadero y La Garnatilla.

## Historia
El origen de la localidad está ligado a las actuaciones del Instituto Nacional de Colonización (INC) en la Costa de Granada a comienzos de la década de 1960, que levantó varios poblados de colonización en la zona. El Puntalón, concebido como un poblado con vocación de comunidad campesina, se convirtió en un anejo agrícola del municipio de Motril. El Puntalón se trata de una estructura urbana ordenada que sigue el estilo de la arquitectura de colonización de la época, manteniendo unas características diferenciadas respecto del paisaje rural tradicional presente en la comarca.

## Demografía
Según el Instituto Nacional de Estadística de España, en el año 2022 Puntalón contaba con 614 habitantes censados, lo que representa el 1,04% de la población total del municipio.

### Evolución de la población
| Gráfica de evolución demográfica de Puntalón entre 2012 y 2022 |
|                                                                |
| Datos según el nomenclátor publicado por el INE.               |

## Comunicaciones

### Carreteras
Las principales vías de comunicación que transcurren por esta localidad son:
| Identificador | Denominación             | Itinerario                |
| ------------- | ------------------------ | ------------------------- |
| A-7           | Autovía del Mediterráneo | Algeciras - Barcelona     |
| GR-5209       | De Motril a N-340        | Motril - Castell de Ferro |

Algunas distancias entre Puntalón y otras ciudades:
| Ciudades | Distancia (km) |
| -------- | -------------- |
| Motril   | 4              |
| Granada  | 64             |
| Almería  | 105            |
| Jaén     | 154            |
| Murcia   | 324            |